# Национальный центр управления обороной Российской Федерации

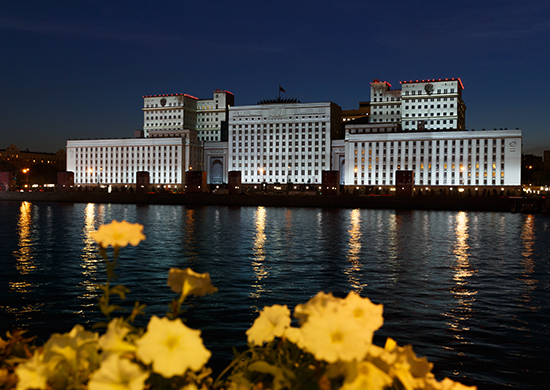
Фасад здания Национального центра управления обороной Российской Федерации

Национальный центр управления обороной Российской Федерации (НЦУО РФ) — военная структура управления, находящаяся в подчинении Генерального штаба Вооружённых сил Российской Федерации, предназначенная для:
- анализа и краткосрочного прогнозирования развития обстановки на стратегических направлениях и в проблемных регионах;
- оперативной координации деятельности федеральных органов исполнительной власти в вопросах обеспечения обороноспособности страны;
- управления Вооруженными Силами при решении возложенных задач, а также управления разноведомственными и коалиционными группировками войск (сил).[4]

## История
Национальный центр управления обороной Российской Федерации является преемником Центрального командного пункта Генерального штаба Вооружённых сил Российской Федерации.
Указ Президента Российской Федерации Владимира Путина о создании НЦУО был подписан 10 декабря 2013 года.
НЦУО РФ был создан на базе так называемого "Третьего дома" Министерства Обороны - комплекса зданий по адресу Фрунзенская набережная, 22. 
20.01.2014 г. Министр обороны России генерал армии Сергей Шойгу принял участие в торжественной закладке символического камня начала строительства НЦУО. Работы производились авральными темпами. 
Всего за 333 дня на Фрунзенской набережной был построен уникальный инженерно-технический комплекс, оснащенный самыми современными средствами управления и связи. В один квадратный метр строительства вложено около 118 тысяч рублей, при средней стоимости в городе Москве – до 200 тысяч рублей. В здания Национального центра проведено порядка 370 км различных коммуникаций, проложено свыше 1600 км кабельных линий связи, в том числе 700 км волоконно-оптических. При этом в НЦУО реализована современная система безопасности, обеспечивающая физическую защиту от несанкционированного проникновения, блокирование средств беспроводной связи. Комплексное применение технических средств защиты сводит к минимуму возможность утечки информации.
Первым начальником НЦУО России назначен генерал-лейтенант (с 2017 года генерал-полковник) Михаил Мизинцев, который занимал этот пост до сентября 2022 года.
С 1 декабря 2014 года НЦУО России заступил на боевое дежурство. 

## Структура
Национальный центр состоит из трех функциональных центров управления:
1. Центр управления стратегическими ядерными силами, обеспечивающий санкционирование и применение оружия по решениям высшего военно-политического руководства Российской Федерации.
2. Центр боевого управления, осуществляющий управление применением Вооруженных Сил, а также других войск, воинских формирований, органов и специальных формирований.
3. Центр управления повседневной деятельностью, осуществляющий мониторинг и оперативную координацию деятельности органов военного управления и федеральных органов исполнительной власти по удовлетворению потребностей Вооруженных Сил и других войск.

Все залы подключены к информационным ресурсам Министерства обороны, федеральных органов исполнительной власти, государственных корпораций, а также организаций, решающих задачи в области обороны страны, и находятся в едином информационном пространстве, но с жестким разграничением прав доступа. Для эффективного решения возложенных задач впервые на штатной основе создана система центров и пунктов управления Вооруженными Силами, функционирующая на основе единых регламентов информационного взаимодействия и включающая:
- на стратегическом уровне – центры управления главных командований видов Вооруженных Сил, командований родов войск Вооруженных Сил и региональные центры управления обороной в объединенных стратегических командованиях четырех военных округов и Северного флота;
- на оперативном уровне – территориальные центры управления обороной в командованиях общевойсковых армий, флотов, командованиях ВВС и ПВО;
- на тактическом (местном) уровне – пункты управления соединений Вооруженных Сил.

В едином защищенном информационном пространстве НЦУО создан программно-аппаратный комплекс, который по сути, реализует функции автоматизированной системы управления обороной страны. Сердцем программно-аппаратного комплекса является система унифицированных, территориально распределенных, дублирующих друг друга мощных центров обработки данных.
«Их суммарная вычислительная мощность превышает показатели аналогичной системы обработки данных Пентагона в 3 раза, а объем хранимых данных – в 19 раз, – отметил генерал-лейтенант Мизинцев. – На качественно новом уровне реализовано разграничение доступа к информации и контроль за ее распространением. При этом обеспечивается поддержка принятия решений на всех уровнях управления с использованием уникальных и постоянно совершенствующихся расчетно-моделирующих задач. Особое значение в работе Национального центра уделяется организации и поддержанию межведомственного взаимодействия, участниками которого являются все федеральные органы исполнительной власти, работающие с постоянно актуализированной информацией, имеющей оборонное значение».
Таким образом, НЦУО представляет собой непрерывно функционирующий механизм, на основе результатов деятельности которого осуществляется как перспективное, так и текущее стратегическое планирование применения Вооруженных сил и других войск. Ядром системы центров и пунктов управления Вооруженных сил являются оперативные дежурные смены, для обеспечения деятельности которых созданы соответствующие достойные условия труда и отдыха.
10 декабря 2014 года на Фрунзенской набережной открыт причальный комплекс с вертолетной площадкой, входящий в состав центра.
22 декабря 2014 года министр обороны России Сергей Шойгу вручил личный штандарт начальника НЦУО России генерал-лейтенанту Михаилу Мизинцеву.
Во время посещения центра 23 декабря 2014 года Верховный главнокомандующий Вооружёнными силами Российской Федерации Владимир Путин сказал, что Национальный центр управления обороной будет работать для всех стран Организации Договора о коллективной безопасности.

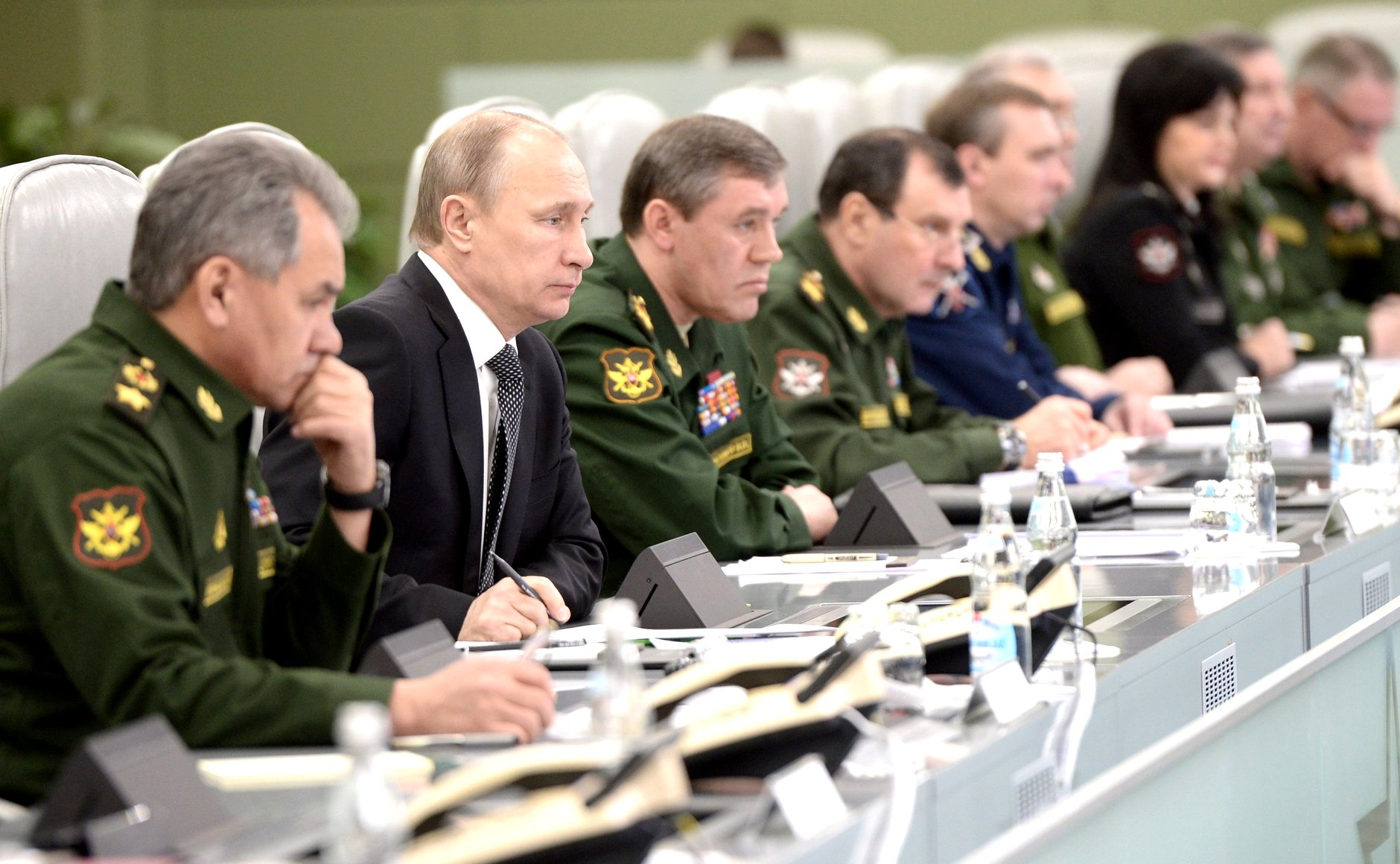
Президент России Владимир Путин с руководством Минобороны России, апрель 2015 года
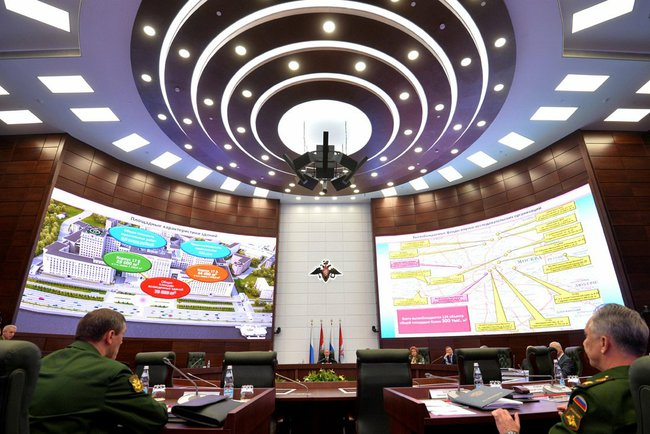
Зал управления и взаимодействия НЦУО РФ. Повседневная служба
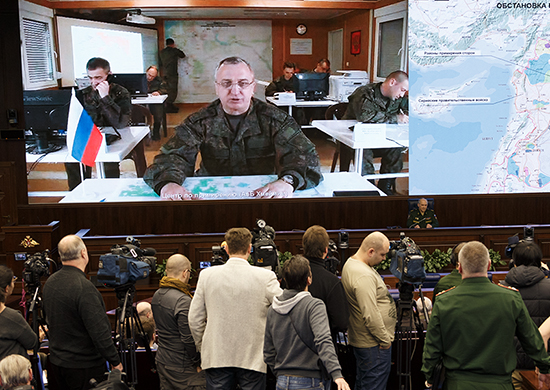
На связи с НЦУО РФ Центр по примирению враждующих сторон в Сирии, 27 февраля 2016 года
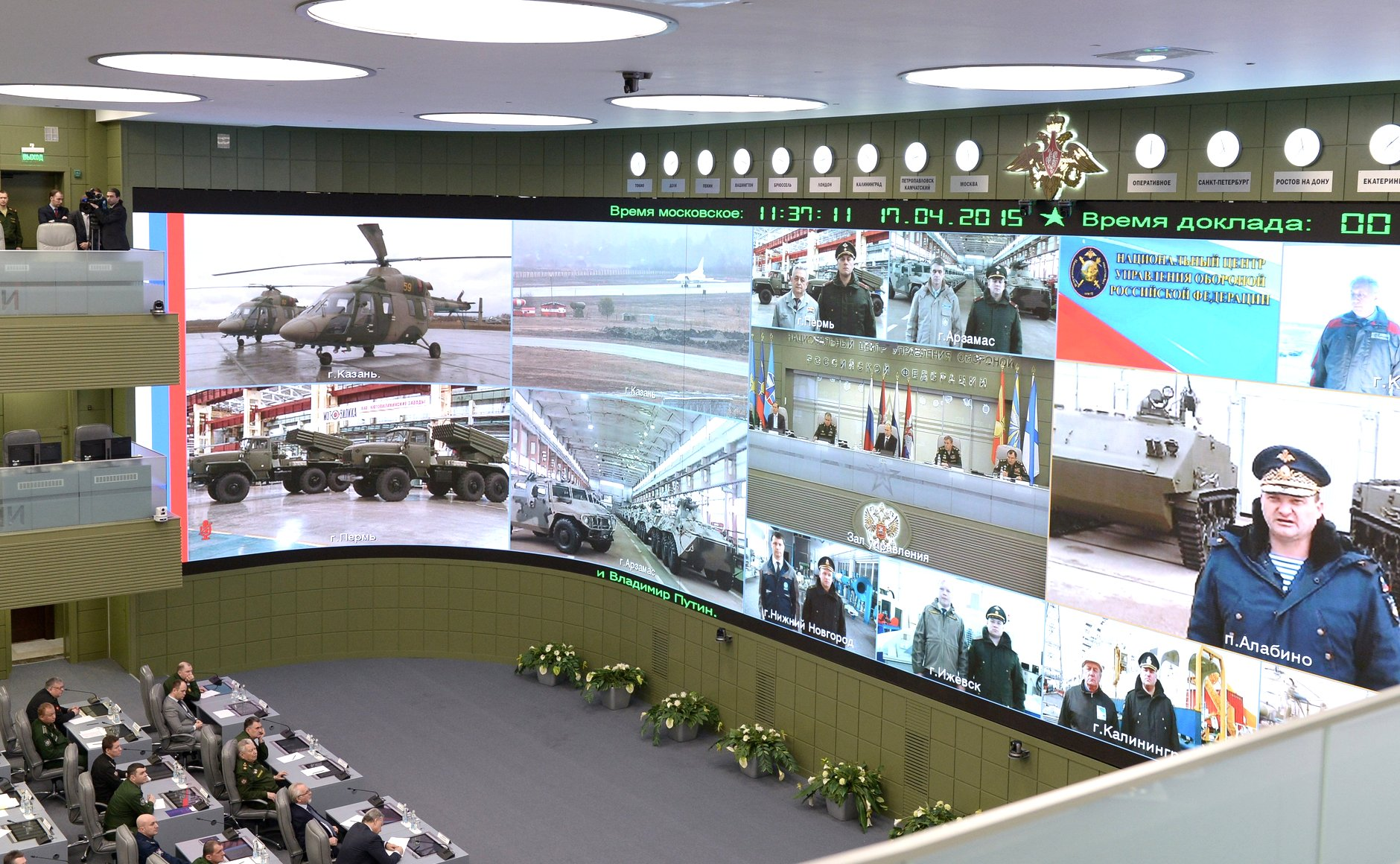
Большой зал НЦУО РФ. Доклад руководителей региональных подразделений

21 марта 2015 года, по приглашению НЦУО, его посетили 102 иностранных военных атташе, которым рассказали о происходившей с 16 марта проверке боеготовности Вооружённых сил РФ.
В День Героев Отечества 9 декабря 2016 года в фойе Центра торжественно открыт памятник солдату Великой Отечественной войны «Солдат Победы».
В феврале 2018 года основным залам Национального центра управления обороной присвоены имена выдающихся военачальников: генералиссимуса А. В. Суворова, адмирала Ф. Ф. Ушакова, генерал-фельдмаршала М. И. Кутузова, Маршалов Советского Союза Г. К. Жукова, К. К. Рокоссовского, Н. В. Огаркова и Б. М. Шапошникова.
Научные исследования и подготовку высококвалифицированных специалистов для НЦУО осуществляет Военный институт (управления национальной обороной), созданный в 2016 году в составе Военной академии Генерального штаба Вооруженных сил России.
С участием Верховного главнокомандующего в НЦУО проходят единые дни приёмки военной продукции и координируется реализация государственного оборонного заказа.
27 июня 2019 года Национальному центру управления обороной вручены грамота Президента России и боевое знамя.
В сентябре 2022 года, Главой НЦУО России назначен генерал-майор Олег Горшенин, ранее командир 154 отдельного комендантского полка.
В апреле 2023 года Главой НЦУО России назначен генерал-лейтенант  Станислав Гаджимагомедов, ранее заместитель начальника главного оперативного управления Генштаба ВС РФ.

## Задачи

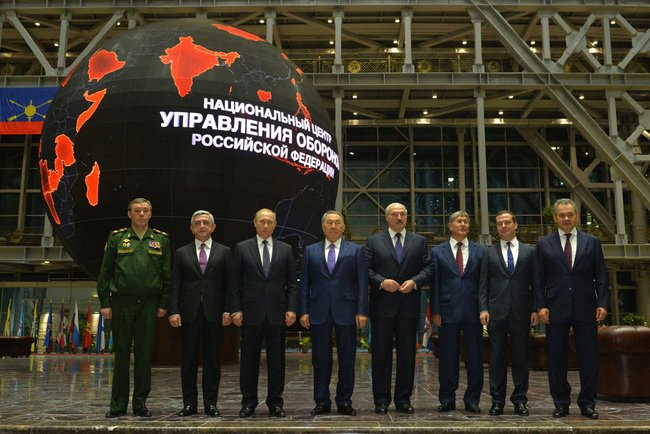
Главы государств — членов ОДКБ в Национальном центре управления обороной России, 23 декабря 2014 года

- поддержание системы централизованного боевого управления Вооружённых сил России в готовности к боевому применению и контроль состояния Вооруженных сил, группировок войск (сил) на стратегических направлениях, а также выполнения основных задач боевого дежурства
- обеспечение руководства Министерства обороны информацией по военно-политической обстановке в мире, общественно-политической обстановке в Российской Федерации и состоянию Вооруженных сил, информационное обеспечение работы руководящих должностных лиц государства и Министерства обороны при проведении мероприятий в ситуационном центре Министерства обороны;
- обеспечение управления, координация и контроль полетов и перелетов авиации Вооружённых сил;
- обеспечение управления, координация и контроль выполнения силами (войсками) ВМФ задач боевой службы и боевого дежурства, участия в международных операциях и специальных мероприятиях, международно-правовое сопровождение действий сил (войск) ВМФ.

## Применяемые решения
Объединённая приборостроительная корпорация создала для НЦУО РФ компьютерную экспертную систему «мониторинга и анализа военно-политической, социально-экономической и общественно-политической обстановки в стране и мире», в которую интегрируется автоматический перевод с шести языков (в будущем возможно увеличение их числа), обработка печатного текста, радиосюжетов, блогов, социальных сетей, компьютерного телевидения и прямого эфира в реальном времени, система распознавания изображений и идентификации людей и предметов.
Кроме того, в НЦУО действует информационная система на базе ОС Astra Linux производства компании «Русбитех».
На 2019 год, через пять лет после создания, центр объединяет в единую систему межведомственного взаимодействия более 70 федеральных органов исполнительной власти, органы власти всех субъектов Российской Федерации, более 1,3 тыс. государственных корпораций и предприятий оборонно-промышленного комплекса России.
НЦУО содержит в себе Суперкомпьютер Национального центра управления обороной.

## Награды
- 25 декабря 2019 года Начальник Генерального штаба Вооруженных сил РФ генерал армии Валерий Герасимов вручил начальнику Национального центра управления обороной РФ знак воинской доблести Полковую чашу[21], в честь пятилетия со дня его образования[22].